# Julija Wiktorowna Martissowa

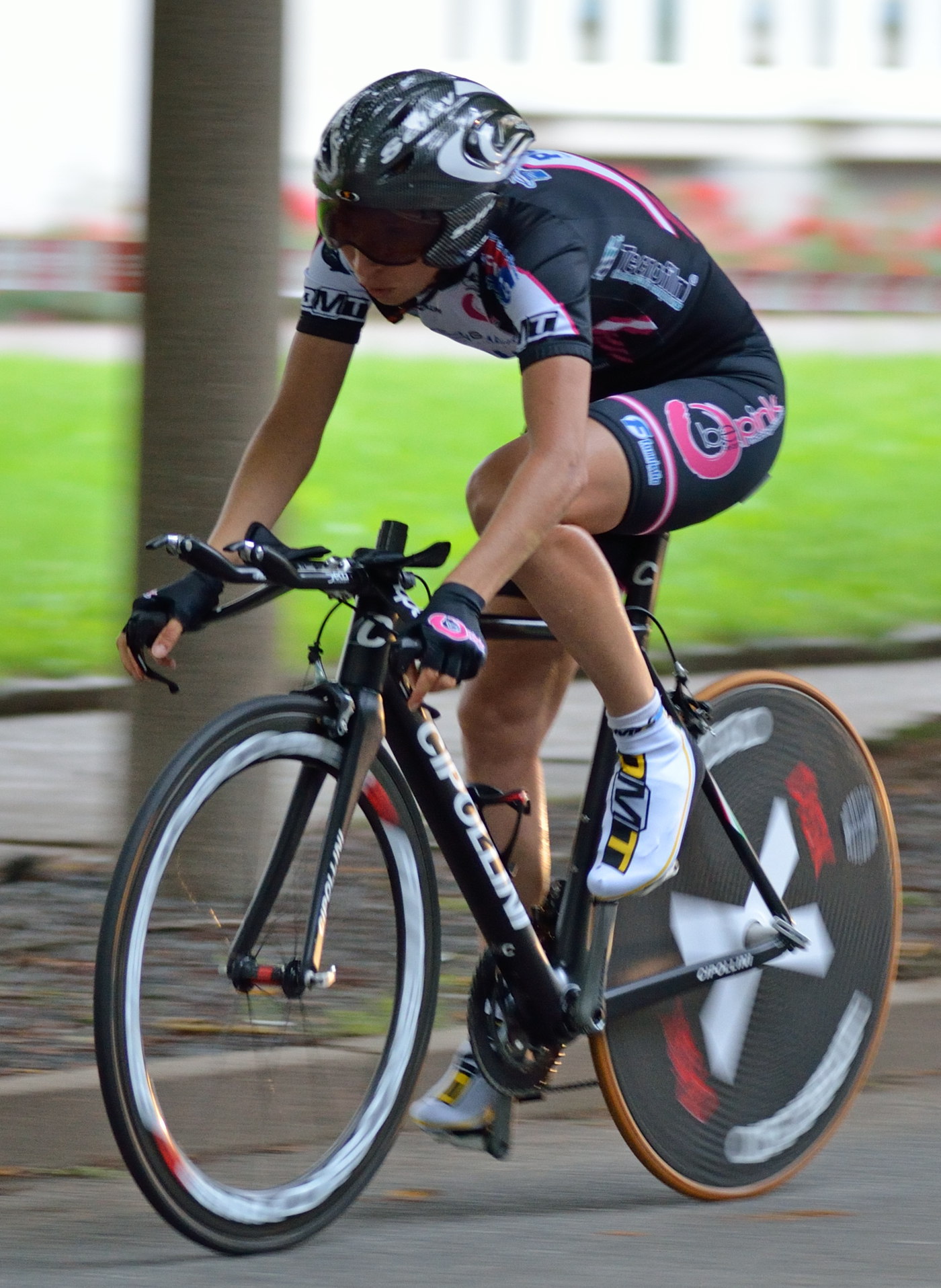
Julija Wiktorowna Martissowa bei der Internationalen Thüringen-Rundfahrt der Frauen 2012

Julija Wiktorowna Martissowa, auch Yuliya Martisova oder Julia Martisova (russisch Юлия Викторовна Мартисова; * 15. Juni 1976 in Welikije Luki) ist eine ehemalige russische Radrennfahrerin.
2000 wurde Julija Martissowa Dritte der russischen Meisterschaft im Straßenrennen. Im Jahr darauf belegte sie Rang zwei in der Gesamtwertung der Trophée d’Or Féminin. 2005 sowie 2007 wurde sie russische Meisterin im Straßenrennen. 2008 startete sie bei den Olympischen Spielen in Peking und belegte Platz zwölf, bei der Straßen-Weltmeisterschaft in Varese im selben Jahr wurde sie Zehnte. 2010 wurde sie russische Meisterin im Straßenrennen. Bei den UCI-Straßen-Weltmeisterschaften 2011 in Kopenhagen belegte sie den fünften Rang im Straßenrennen.

## Teams
- 2002 Itera
- 2003 Team Prato Marathon Bike
- 2005 P.M.B. Fenixs
- 2006 Fenix - Colnago
- 2007 A.S. Team FRW
- 2008 Gauss RDZ Ormu
- 2009 Gauss RDZ Ormu - Colnago
- 2010 Gauss Rdz Ormu
- 2011 Gauss
- 2012 Be Pink
- 2013 Chirio-Forno d’Asolo